# Derby eterno (Romania)

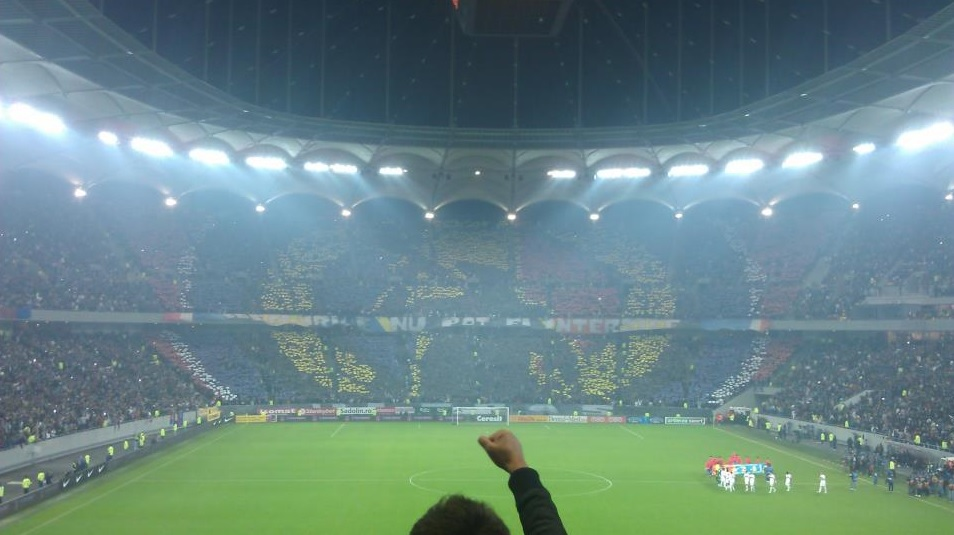
La curva della Steaua Bucarest

Il derby eterno (rumeno: Eternul derby), noto anche come marele derby (grande derby) o derby di Bucarest, è l'incontro di calcio tra Steaua Bucarest e Dinamo Bucarest, due squadre della capitale della Romania. 
Sebbene a Bucarest abbiano sede diverse altre squadre (tra cui il Progresul Bucarest e il Rapid Bucarest, autore di una notevole ascesa dalla metà degli anni 1990), il derby tra Steaua e Dinamo rimane il più sentito, anche per via del grande blasone delle due società: insieme, infatti, hanno vinto 44 dei 100 campionati romeni sinora tenutisi (la Steaua ne ha conquistati 26, la Dinamo 18). Le due squadre, inoltre, sono le più affermate del paese a livello europeo, sebbene solo la Steaua abbia vinto trofei continentali, nella fattispecie la Coppa dei Campioni 1986 e la Supercoppa UEFA 1986.
La rivalità si estende anche ad altri sport tra cui rugby, pallamano e pallanuoto.

## Statistiche
Statistiche aggiornate al 20 aprile 2016
| Squadra               | G                 | V                 | N                 | P                 |                   |                   |                   |
| Campionato romeno     | Campionato romeno | Campionato romeno | Campionato romeno | Campionato romeno | Campionato romeno | Campionato romeno | Campionato romeno |
| --------------------- | ----------------- | ----------------- | ----------------- | ----------------- | ----------------- | ----------------- | ----------------- |
| Steaua                | 136               | 41                | 49                | 46                |                   |                   |                   |
| Dinamo                | 136               | 46                | 49                | 41                |                   |                   |                   |
| Coppa di Romania      |                   |                   |                   |                   |                   |                   |                   |
| Steaua                | 26                | 15                | 3                 | 8                 |                   |                   |                   |
| Dinamo                | 26                | 8                 | 3                 | 15                |                   |                   |                   |
| Supercoppa di Romania |                   |                   |                   |                   |                   |                   |                   |
| Steaua                | 2                 | 1                 | 0                 | 1                 |                   |                   |                   |
| Dinamo                | 2                 | 1                 | 0                 | 1                 |                   |                   |                   |
| Totale                |                   |                   |                   |                   |                   |                   |                   |
| Steaua Bucarest       | 164               | 57                | 52                | 55                |                   |                   |                   |
| Dinamo Bucarest       | 164               | 55                | 52                | 57                |                   |                   |                   |